# Songs for Drella
Albums de Lou Reed
New York
(1989) Magic and Loss
(1992)
Albums de John Cale
Words for the Dying
(1989) Walking on Locusts
(1996)
Songs for Drella est un concept album de Lou Reed et John Cale, anciens membres du groupe The Velvet Underground, en hommage à Andy Warhol.
L'album constitue la première collaboration de Lou Reed et John Cale depuis leur séparation en 1972. 
À la suite du décès de Warhol en février 1987, ils ont retracé, de manière romancée la vie d'Andy Warhol, parfois à la première personne, parfois à la troisième personne en insistant sur les relations interpersonnelles et les sentiments que Lou Reed et John Cale ont éprouvés pour Warhol.
Drella est un surnom de Warhol attribué par  Ondine, une ancienne superstar de Warhol. Ce terme, qu'Andy Warhol n'appréciait pas, est un amalgame de Dracula et de Cinderella (Cendrillon).
Reed et Cale ont joué ces chansons en concert à partir de 1989 - notamment à la Fondation Cartier de Jouy en Josas, pour le vernissage de l'exposition consacrée à Andy Warhol, le 15 juin 1990 - et les ont enregistrées en studio, en 1990.

## Titres
Tous les titres sont écrits par Lou Reed et John Cale.
- Lou Reed : voix, guitares
- John Cale : voix (sur les titres marqués †), violon, claviers, piano

1. Small Town - 2:04
2. Open House - 4:18
3. Style It Takes - 2:54 †
4. Work - 2:38
5. Trouble with Classicists - 3:42 †
6. Starlight - 3:28
7. Faces and Names - 4:12 †
8. Images - 3:31
9. Slip Away (A Warning) - 3:05
10. It Wasn't Me - 3:30
11. I Believe - 3:18
12. Nobody But You - 3:46
13. A Dream - 6:33 †
14. Forever Changed - 4:52 †
15. Hello It's Me - 3:13